# Marlborough (Royaume-Uni)
Pour les articles homonymes, voir Marlborough.
Marlborough est une ville d'Angleterre dans le Wiltshire, de 8 000 habitants, d'après laquelle ont été créés les titres de comte puis de duc de Marlborough dans la pairie d'Angleterre. Plusieurs monarques anglais ont choisi d'y résider au Moyen Âge.

## Histoire
Le plus ancien témoignage d’habitation humaine est un tumulus haut de 19 m situé sur les terrains de Marlborough College. Une datation au carbone 14 récente a permis d'établir qu'il remonte à 2400 av. J.-C., ce qui le rend contemporain du tumulus de Silbury Hill, plus important, distant d'environ 8 km à l'ouest de la ville. Selon la légende, ce serait là le tombeau de Merlin et la ville tirerait son nom de la présence de ce tombeau : la carte du Wiltshire de John Speed (1611) mentionne en effet à cet endroit le toponyme Marlinges boroe (cette légende est rappelée par la devise de la ville, voir l'infobox) ; mais plus vraisemblablement, le nom de la ville vient du vieil anglais marl, qui désigne un sol crayeux.
Le « seau de Marlborough » est un récipient de l'Âge du fer décoré d'une applique de bronze portant visages humains et têtes d'animaux : il est aujourd'hui exposé au Wiltshire Heritage Museum, à Devizes.
On a découvert des vestiges celto-romains et des pièces de monnaie 3 km à l'est de Marlborough, à Mildenhall (Cunetio). Un campement saxon postérieur s'est élevé au bord de la Green et deux ponts en bois furent jetés sur la rivière au bout d’Isbury Lane et de Stonebridge Lane.
En 1067 Guillaume le Conquérant prit le contrôle de la région de Marlborough et entreprit d'y établir une motte castrale, à l'emplacement d'une butte préhistorique : sa construction était achevée en 1100. Vers 1175, ce château fut doté d'un donjon en pierre. La première mention de Marlborough se trouve dans le Domesday Book (1086). Guillaume le Conquérant a en outre institué un atelier de monnayage à Marlborough, où furent frappées les pièces de monnaie normandes et les pièces d'argent du début du règne de Guillaume II : ces pièces portent le nom de la ville (Maerlebi ou Maerleber).
Le Conquérant fit également borner la forêt de Savernake pour en faire l'une de ses chasses favorites  et c'est ainsi que le château de Marlborough devint un palais royal. Henri Ier y passa les fêtes de Pâques en 1110. Henri II parlementa avec le roi d’Écosse au château de Marlborough. Son fils, Richard Cœur de Lion attribua le château à son frère Jean sans Terre, en 1186. Le roi Jean s'y maria et y passa une partie de son règne. Il y conservait également une partie de son trésor.

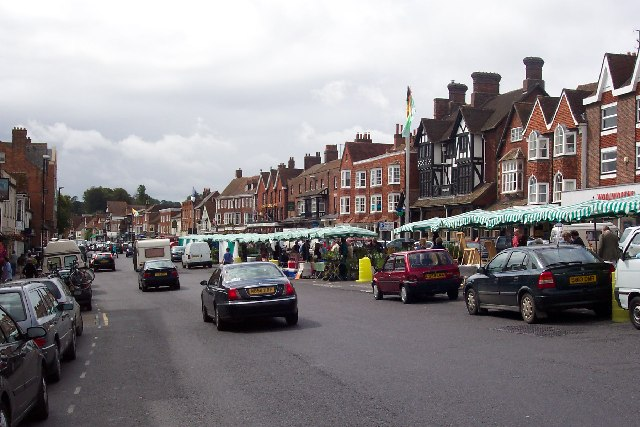
Le marché de Marlborough.

En 1204, le roi Jean accorda une charte à la commune : elle comprenait un droit de foire annuelle de 8 jours (démarrant la veille de la fête de l’Assomption, le 14 août), afin que « chacun puisse y partager la licence et les permissions ordinaires de la foire de Winchester ». La charte promulguait également la tenue de marchés hebdomadaires, les mercredis et les samedis. La foire de Marlborough s'est maintenue jusqu'à aujourd'hui.
PLus tard, Henri III y célébra son mariage et y convoqua le Parlement en 1267, à l'occasion du décret des Statuts de Marlborough, qui garantissaient les droits et privilèges des petits propriétaires terriens en limitant la confiscation par le Roi (Crown Prerogative). Cette vénérable loi, aujourd'hui vieille de sept siècles, stipule notamment que nul n'est autorisé à s'emparer des terres de son voisins, pour quelque tort que ce soit, sans une décision de justice. Si l'on excepte les chartes urbaines, il s'agit des plus anciens statuts de Droit anglais encore valides.

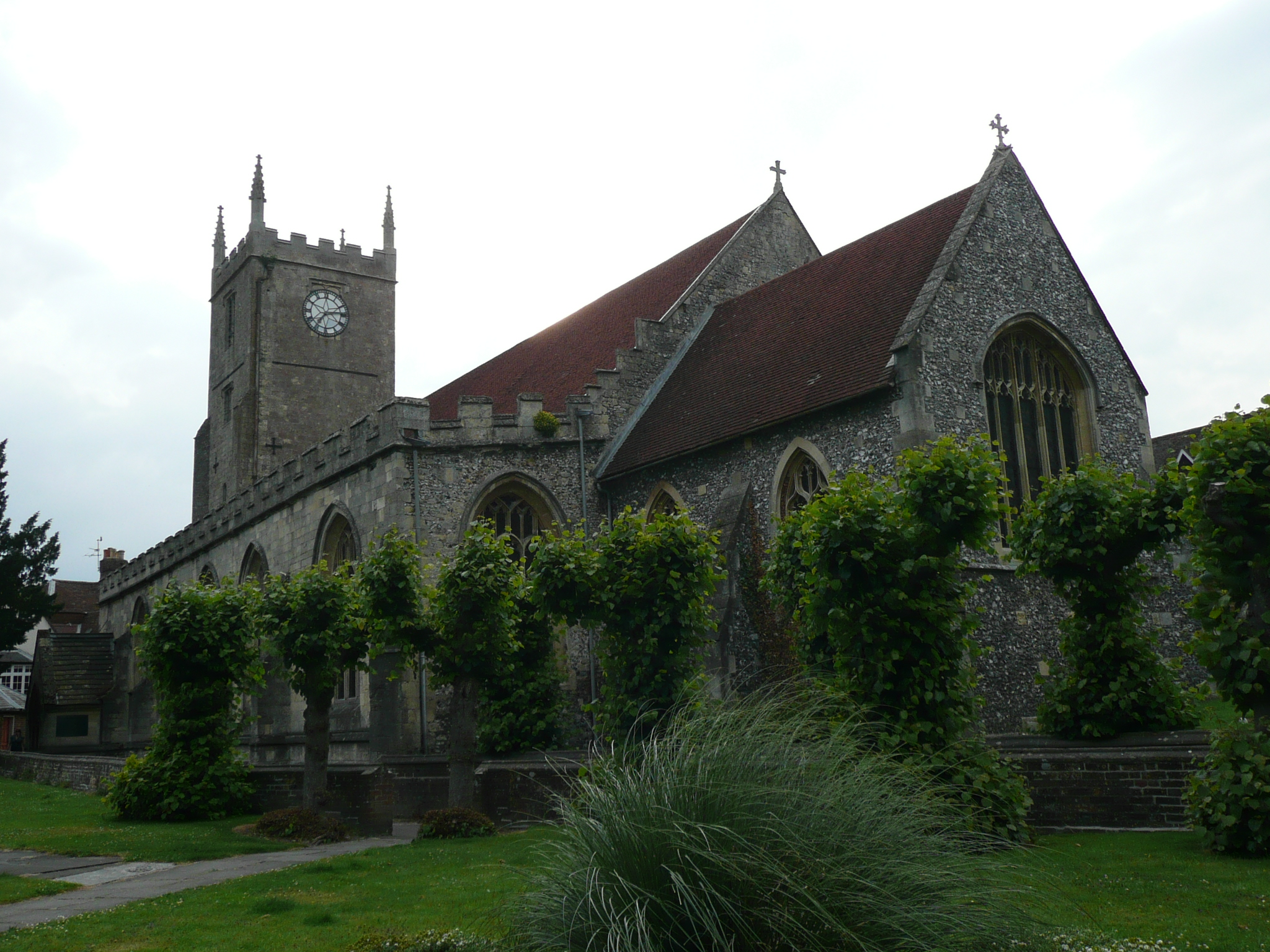
L'église Sainte-Marie

Le château, toujours propriété de la Couronne, commença à se délabrer vers la fin du XIVe siècle. Édouard VI en fit donation aux barons Seymour, parents de sa mère. En 1498 Thomas Wolsey, futur cardinal et lord chancelier d'Angleterre, fut ordonné prêtre dans l'église Saint-Pierre.
Marlborough fut l'un des premiers théâtres d'affrontement de la Première Révolution anglaise. Les Seymour gardaient le château pour les Royalistes mais la ville était acquise au Parlement. En 1642, le roi Charles, dont le quartier général se tenait à Oxford, décida d'assainir la situation à Marlborough, citation|...ville la plus notoirement affaiblie de ce pays, sans compter l'entêtement et la rouerie de ses habitants, qui la rendent impropre à y établir une garnison (...) Cette place, selon l'avis du Roi, s’avérerait bientôt un voisin gênant, entre autres parce qu'elle se trouve au cœur d'une riche contrée, et sa volonté est qu'elle soit investie et renforcée.
Le 24 novembre 1642, le roi dépêcha d'Oxford Lord Digby à la tête de 400 cavaliers pour reprendre la ville. À son arrivée, ce dernier opta pour des pourparlers, laissant aux bourgeois une chance de se préparer et de recruter des troupes : ils mobilisèrent environ 700 miliciens mal armés, puis firent répondre à Lord Digby: « Sa majesté le Roi, si on le recevait comme Monarque et non en guerrier, serait aussi bienvenue dans cette ville que n'importe quel prince ; mais attendu qu'Il a détaché vers sa bonne ville de Malborough un félon comme Lord Digby ... <ils> préfèrent mourir que de se rendre »". Après quelques escarmouches, les Royalistes parvinrent à s'assurer un passage à travers plusieurs rues, et finalement s'emparèrent de la ville qu'ils pillèrent puis incendièrent. Ils ramenèrent 120 prisonniers, enchaînés, à Oxford. De ce moment, la ville cessa de jouer un rôle dans la révolution.
Le 28 avril 1653, un départ de feu depuis l'atelier d'un tanneur provoqua l'incendie de la ville de Marlborough, atteignant au bout de quatre heures Guildhall, l'église Sainte-Marie, l'armurerie du Comté, et détruisant 240 maisons,. De nouveaux incendies devaient ravager la ville en 1679 et en 1690. Désormais, une loi interdit de « couvrir les toits de chaume à Marlborough. » C'est au cours des travaux de reconstruction de 1653 qu'on perça le boulevard de High street, qui a longtemps passé pour le plus grand d'Angleterre (en réalité, cet honneur revient au grand boulevard de Stockton-on-Tees), et où se tient le marché local.
En 2004 Marlborough a célébré les 800 ans de sa charte : au nombre des festivités il y eut le défilé des Marlborough Players intitulé la "Roue du Temps" et l'accueil du Prince Charles.

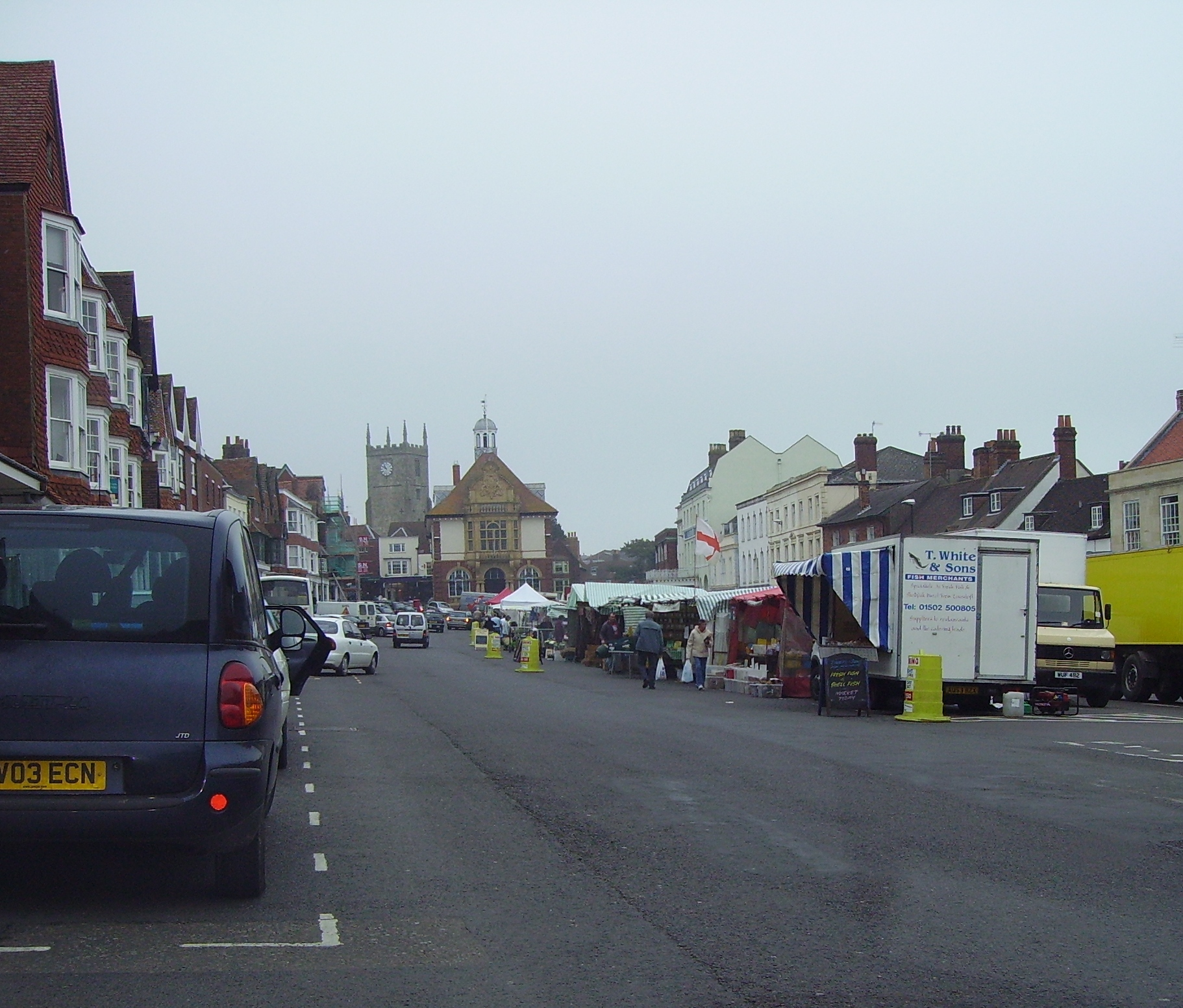
Marlborough et le marché du mercredi
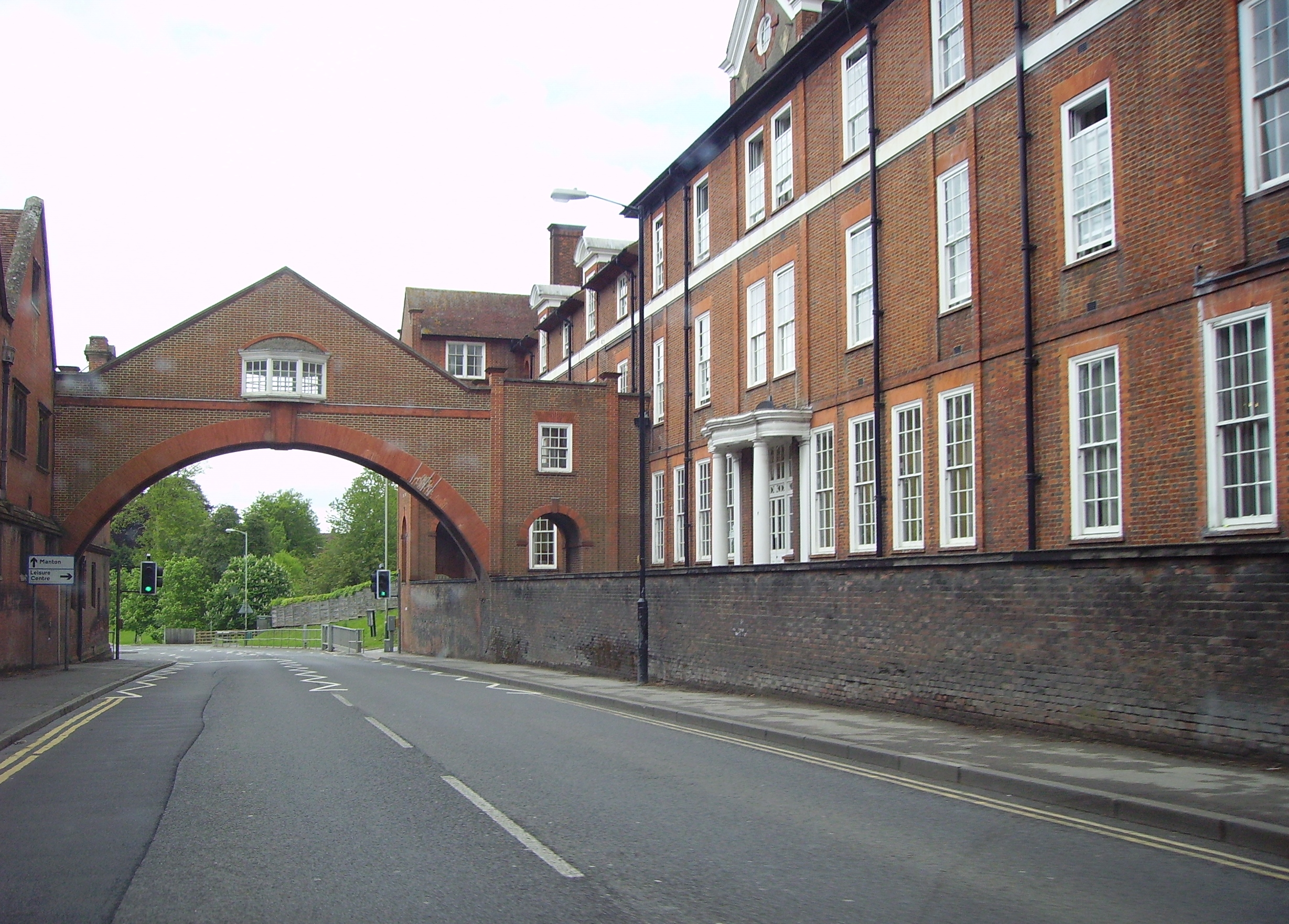
Marlborough College
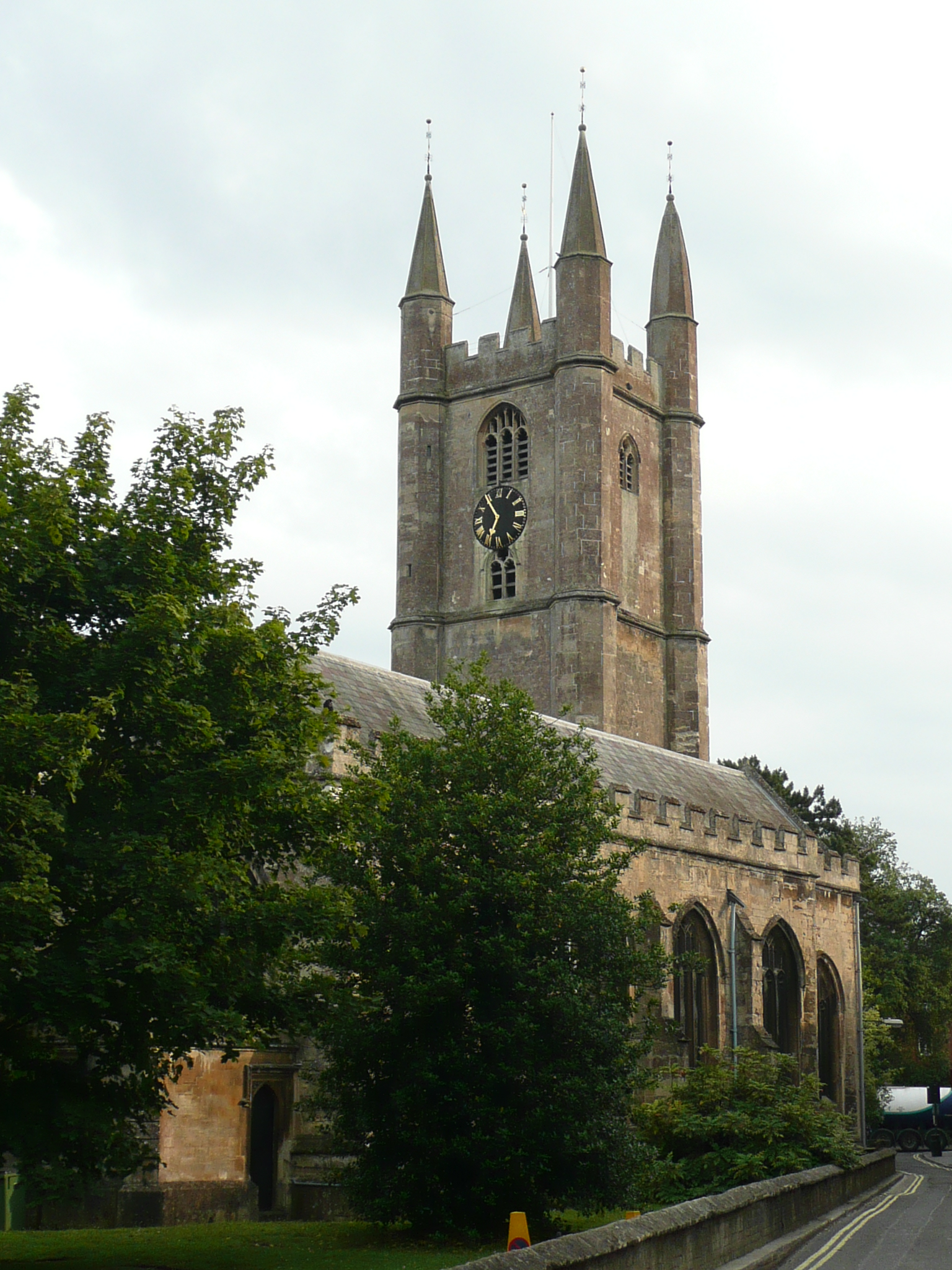
St Peter's Church
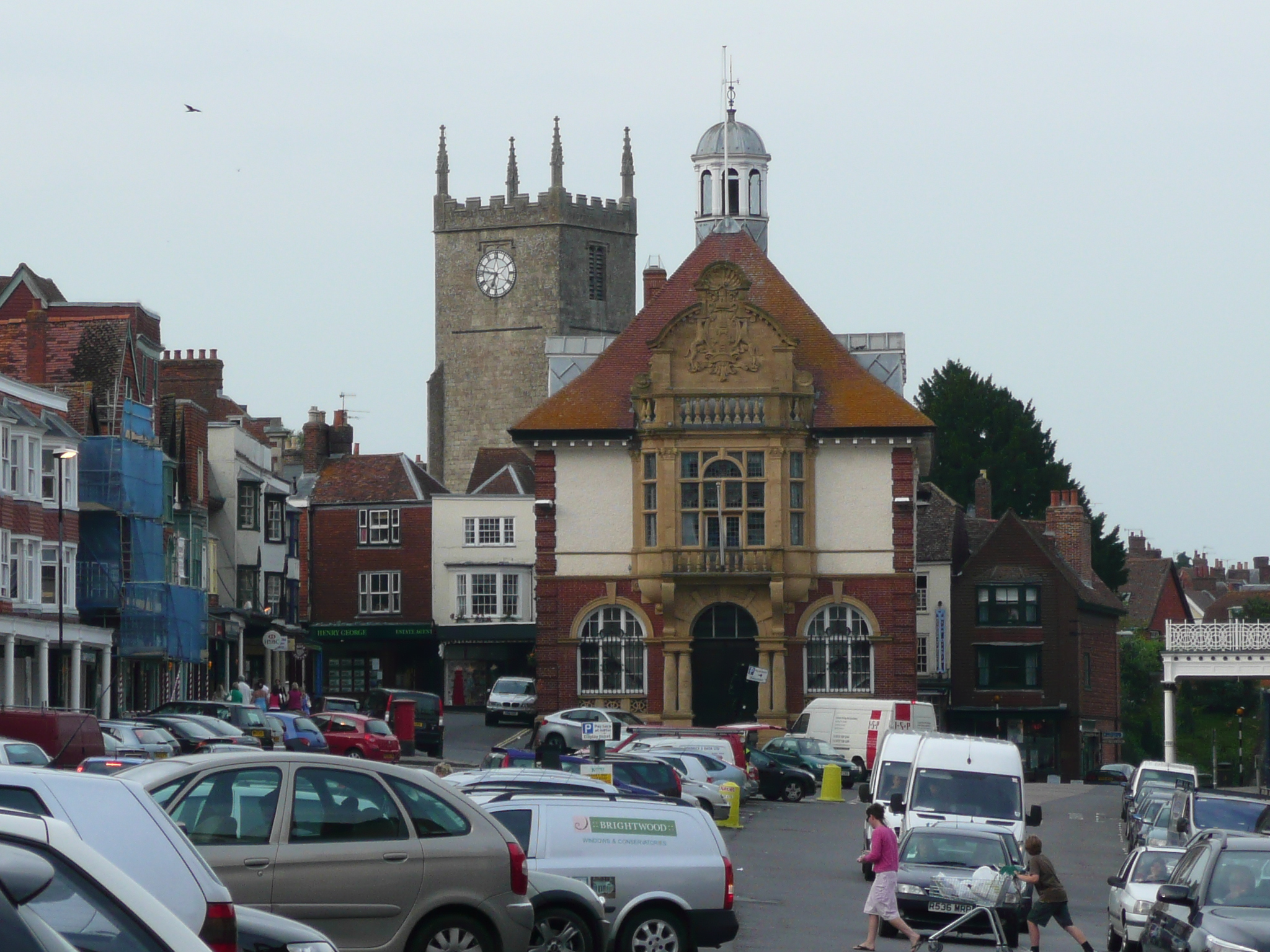
Grand Rue